# Coțofana (pictură de Monet)
Coțofana este o pictură în ulei pe pânză realizată în 1868-1869 de pictorul francez Claude Monet pe când se afla la Étretat. Pictura se află acum la Musée d'Orsay. Aceasta reprezintă un peisaj înzăpezit în Étretat (Normandia) și este mărturia începutului mișcării impresioniste.
Coțofana este așezată pe un gard în cadrul unui peisaj de iarnă și dă titlul tabloului.

## Analiza operei

### Compoziție
Pictura este construită din mai multe linii de forță: liniile orizontale formează nori, gardul de alun, acoperișul casei și gardul lung. Liniile verticale extind copacii și gardul.
Tabloul este alcătuit din trei planuri:
- Primul plan se întinde de la câmp până la perete, gard și coțofană.
- Al doilea plan include casa și primii copaci.
- Al treilea plan corespunde ultimilor copaci și cerului. Claude Monet a atins o perspectivă atmosferică înecând fundalul în ceață. Încadrarea picturii este largă, priveliștea fiind la nivelul ochilor.

### Culori și lumini
Acest tabel ar putea arăta ca o nuanță de alb. Zăpada acoperă complet un peisaj simplu: un câmp, un gard, copaci, un acoperiș și cerul. Există într-adevăr mai multe nuanțe de alb, dar dacă ne uităm mai atent, albul cedează loc tuturor culorilor. Monet experimentează culoarea cu umbre albăstrui. Lumina soarelui este străpunsă de ocru și mov, în timp ce acoperișul casei este plin de gri.
Lumina picturii vine de la soare, ascunsă în spatele ceții și a norilor. Monet folosește albul zăpezii ca oglindă pentru lumină. Razele soarelui sunt cele mai vii în locul în care Monet a așezat subiectul principal: coțofana.

## Context și realizare
În 1868, Monet a încercat să se sinucidă din cauza dificultăților financiare. Profitând de dezvoltarea căii ferate, a decis să ia trenul pentru a petrece iarna și toamna la Étretat în Normandia. Acolo a redescoperit peisajele înzăpezite care îi erau dragi.

## Influențe
La sfârșitul anilor 1860, Monet a început să răspândească ideea că senzațiile ar trebui să fie surprinse într-o pictură, antrenându-i în acest demers și pe Pissarro, Renoir și Sisley.

## Primire
La salonul din 1879, pictura sa a fost refuzată, Monet fiind criticat pentru noutate, îndrăzneală și încălcarea regulilor.